# Étincelles de commutation des machines électriques

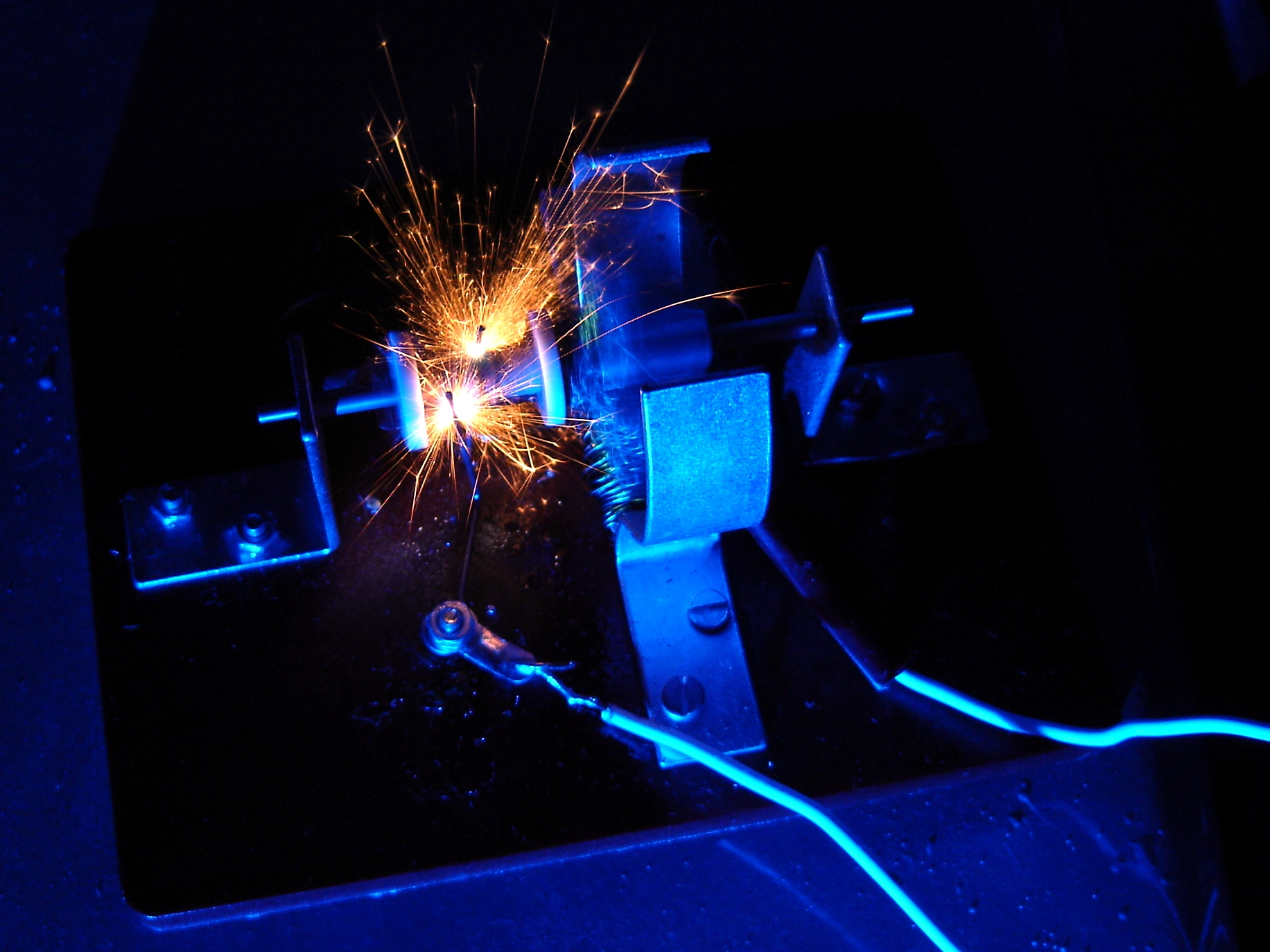

Les étincelles de commutation des machines électriques désignent l'apparition d'arcs électriques au niveau du collecteur d'une machine électrique.
Dans les machines électriques dotées de collecteurs, comme les machines à courant continu, on utilise des balais (appelés aussi  « charbons ») pour alimenter le collecteur (en fonctionnement moteur) et pour récupérer le courant venant du collecteur (en fonctionnement générateur). Ces balais permettent le contact à la partie mobile de la machine, le rotor. En raison de la vitesse de rotation relativement élevée, pendant le court instant où il peut y avoir isolation galvanique des balais, des claquages peuvent alors survenir, visibles sous forme d'arcs électriques.
Comme la zone neutre se déplace en charge, au moment du changement de direction du courant (commutation), la tension d'induit n'est pas nulle. Ceci entraîne l'apparition d'étincelles de rupture, appelées étincelles de commutation. De plus les balais entrent un court instant en contact avec deux lamelles du collecteur simultanément, provoquant ainsi un court-circuit, qui à son tour entraîne l'apparition d'étincelles. Il en résulte un encrassement des lamelles et l'usure des balais.
Une machine électrique bien conçue doit avoir une commutation « noire », c'est-à-dire sans étincelles au niveau de l'ensemble collecteur-balais.

## Source
- (de) Cet article est partiellement ou en totalité issu de l’article de Wikipédia en allemand intitulé « Bürstenfeuer » (voir la liste des auteurs).